# Паги (Вибо Валенција)
Паги је насеље у Италији у округу Вибо Валенција, региону Калабрија.
Према процени из 2011. у насељу је живело 39 становника. Насеље се налази на надморској висини од 737 м.